# Beste vrienden (Vlaanderen)
Beste vrienden is een show- en spelprogramma dat te zien was op de Belgische televisiezender Eén. De deelnemers zijn Bekende Vlamingen. Het programma werd oorspronkelijk gepresenteerd door bedenker Bruno Wyndaele, die ook het vierde seizoen presenteerde. In het derde seizoen, in 2013, nam Thomas Vanderveken die rol op zich. Het is een spelprogramma waarin BV's vechten om een jaar lang de titel "Beste vrienden" te mogen dragen.
In "Beste vrienden" trekken twee duo's van BV's naar een voor hun nog onbekende buitenlandse locatie. Daar strijden ze tegen het andere duo.
De eerste twee reeksen telden negen afleveringen, de derde reeks zes afleveringen (in seizoen 2 en 3 was er ook een finale), de vierde reeks terug negen afleveringen.
Vanaf het tweede seizoen mocht het winnende duo de finale spelen, deze bestond nog niet in het eerste seizoen. In die finale volgden eerst nog een paar stemmingen, en daarna proeven. Wie het uiteindelijk als eerste kon halen, had de titel "Beste vrienden' beet. Dit waren in het tweede seizoen Gert Verhulst en Jelle Cleymans.
In het najaar van 2012 werd het derde seizoen opgenomen, dat van 23 maart 2013 tot 11 mei 2013 werd uitgezonden op zaterdagavond. In de finale mochten drie van de zes winnende vrienden aantreden: Tatyana Beloy met Rilke Eyckermans, Sean Dhondt met Kevin Janssens en Louis Talpe met Anthony Kumpen. Tatyana Beloy en Rilke Eyckermans werden de winnaars van het derde seizoen.
Het vierde seizoen was te zien vanaf dinsdag 25 november 2014. Het seizoen werd gewonnen door Ruth Beeckmans en Sarah Vangeel, die het in de finale opnamen tegen Clara Cleymans en Dahlia Pessemiers en de winnaars van het derde seizoen, Tatyana Beloy en Rilke Eyckermans.
Het vijfde seizoen ging van start op zondag 24 april 2016.
Sinds november 2016 is er een Nederlandse versie bij KRO-NCRV op NPO 3.

## Seizoenen

### Seizoen 1 - 2006 (zondagavond)
| Eerste duo                                  | Tegenstander                            | Plaats         |
| ------------------------------------------- | --------------------------------------- | -------------- |
| Joke Devynck en Katrien Vandendries         | Joël Smets en Marc Herremans            | Tenerife       |
| Urbanus en Jean Blaute                      | Hilde De Baerdemaeker en Guy Swinnen    | Andalusië      |
| Stany Crets en Jaak Van Assche              | Ilse Van Hoecke en An Jordens           | Zuid-Frankrijk |
| Filip Peeters en Greet De Keyser            | Gene Bervoets en Christer Elfving       | Kreta          |
| Frieda Van Wijck en Gerty Christoffels      | Bart Somers en Bert Kruismans           | Engeland       |
| Roos Van Acker en Evi Hanssen (winnaars)    | Tom Van Dyck en Lucas Van den Eynde     | Corsica        |
| Jan Hautekiet en Rick de Leeuw (winnaars)   | Axel Daeseleire en Andrea Croonenberghs | Sicilië        |
| Karel De Gucht en Dirk Sterckx (winnaars)   | Jacques Vermeire en Gilles De Bilde     | Portugal       |
| Siegfried Bracke en Gui Polspoel (winnaars) | Ann Van Elsen en Tanja Dexters          | Como           |

### Seizoen 2 - 2007 (zondagavond)
| Duo's in de finale                       | Plaats in de finale | Tegen hen verloren in de voorrondes       | Locatie voorronde |
| ---------------------------------------- | ------------------- | ----------------------------------------- | ----------------- |
| Gert Verhulst en Jelle Cleymans          | Winnaars            | Ianka Fleerackers en Sophie Dewaele       | Costa del Sol     |
| Pieter Loridon en Willy Steveniers       | Superfinalisten     | Tine Embrechts en Tine Reymer             | Santorini         |
| Wouter Hendrickx en Geert Van Rampelberg | Superfinalisten     | Marleen Merckx en Annemarie Picard        | Napels            |
| Jo Planckaert en Francesco Planckaert    | 4de                 | Ann Reymen en Heidi Lenaerts              |                   |
| Lien Van de Kelder en Viv Van Dingenen   | 4de                 | Patrick Riguelle en Roland Van Campenhout | Côte d'Azur       |
| Johan Terryn en Veerle Dobbelaere        | 6de                 | Jo Van Damme en Julien Vrebos             | Madeira           |
| Ella Leyers en Dorien Leyers             | 6de                 | Marc Reynebeau en Inge Heremans           | Toscane           |
| Francesca Vanthielen en Jan Verheyen     | 8ste                | Sergio en Sam Gooris                      | Marrakesh         |
| Paul D'Hoore en André Vermeulen          | 8ste                | Karen Damen en Tania Kloek                | Cyprus            |

### Seizoen 3 - 2013 (zaterdagavond)
| Duo's in de finale                           | Plaats in de finale | Tegen hen verloren in de voorrondes        | Locatie voorronde |
| -------------------------------------------- | ------------------- | ------------------------------------------ | ----------------- |
| Tatyana Beloy en Rilke Eyckermans            | 1ste                | Michel Van Dousselaere en Ludo Hoogmartens | Agadir            |
| Sean Dhondt en Kevin Janssens                | 2de                 | Kader Gürbüz en Showbizz Bart              | Mallorca          |
| Louis Talpe en Anthony Kumpen                | 3de                 | Svetlana Bolshakova en Lindsey De Grande   | Bodrum            |
| Jani Kazaltzis en Peter Van De Veire         | 4de                 | Bart De Pauw en Tom Waes                   | Azoren            |
| Wim Opbrouck en Pascal Braeckman             | 4de                 | Josje Huisman en Winston Post              | Barcelona         |
| Saartje Vandendriessche en Lieven Verstraete | 4de                 | Kristien Maes en Karolien Debecker         | Venetië           |

### Seizoen 4 - 2014 (dinsdagavond)
| Duo's in de finale                  | Plaats in de finale | Tegen hen verloren in de voorrondes       | Locatie voorronde | Kijkcijfers voorronde          |
| ----------------------------------- | ------------------- | ----------------------------------------- | ----------------- | ------------------------------ |
| Ruth Beeckmans en Sarah Vangeel     | 1ste                | Rob Vanoudenhoven en Marlène de Wouters   | Sardinië          | 810.884 (marktaandeel: 29,74%) |
| Clara Cleymans en Dahlia Pessemiers | 2de                 | Jelle De Beule en Guga Baúl               | Camargue          | 752.287 (marktaandeel: 26,61%) |
| Tatyana Beloy en Rilke Eyckermans   | 2de                 | winnaars vorig seizoen                    |                   |                                |
| Annelien en Stephanie Coorevits     | 4de                 | Leo Van der Elst en Ruben Van Gucht       | Apulië            | 768.732 (marktaandeel: 29,22%) |
| Erik Van Looy en Philippe Geubels   | 5de                 | Joy Anna Thielemans en Moora Vander Veken | Istrië            | 972.435 (marktaandeel: 34,26%) |
| Bert Verbeke en Jef Hoogmartens     | 5de                 | Véronique De Kock en Ellen Petri          | Dourovallei       | 802.314 (marktaandeel: 29,55%) |
| Hanna Mariën en Elfje Willemsen     | 5de                 | Cathérine Moerkerke en Jan Van Eyken      | Baskenland        | 759.741 (marktaandeel: 28,30%) |
| Ivan Pecnik en Hilde Heijnen        | 5de                 | Slongs Dievanongs en Axl Peleman          | Malta             | 822.684 (marktaandeel: 30,31%) |
| Jan Van Looveren en Peter Thyssen   | 5de                 | Geena Lisa en Mathijs Scheepers           | Algarve           | 781.389 (marktaandeel: 31,60%) |

### Seizoen 5 - 2016 (zondagavond)
| Datum                 | Duo 1                                                                           | Duo 2                                                                         | Locatie voorronde | Kijkcijfers voorronde        |
| --------------------- | ------------------------------------------------------------------------------- | ----------------------------------------------------------------------------- | ----------------- | ---------------------------- |
| zondag 24 april 2016  | Mathias Vergels & Nawfel Bardad-Daidj hebben aankomst niet bereikt              | Daphne Bunskoek & Marc-Marie Huijbregts winnaars                              | Bohemen           | 864.390 (marktaandeel: 36 %) |
| zondag 1 mei 2016     | Wim De Vilder & Goedele Wachters winnaars                                       | Regi Penxten & Koen Buyse waren 22 minuten later                              | Klein-Polen       | 911.738 (marktaandeel: 40 %) |
| zondag 8 mei 2016     | Otto-Jan Ham & Stijn Van de Voorde waren 25 minuten later                       | Elke Clijsters & Steven Goegebeur winnaars                                    | Letland           | 787.574 (marktaandeel: 40 %) |
| zondag 15 mei 2016    | Danira Boukhriss Terkessidis & Riadh Bahri waren enkele minuten later           | Eva Daeleman & Julie Van den Steen winnaars                                   | Grieks-Macedonië  | 781.387 (marktaandeel: 39 %) |
| zondag 22 mei 2016    | Adil El Arbi & Bilall Fallah winnaars                                           | Katja Retsin & Evy Gruyaert waren 8 minuten later                             | Costa del Azahar  | 895.700 (marktaandeel: 38%)  |
| zondag 29 mei 2016    | Sabine Appelmans & Kim Gevaert hebben aankomst niet bereikt                     | Billie & Olga Leyers winnaars                                                 | Dalmatië          | 813.378 (marktaandeel: 34%)  |
| zondag 5 juni 2016    | De Romeo's (Gunther Levi, Chris Van Tongelen, Davy Gilles) winnaars             | Cath Luyten & Maarten Vangramberen waren enkele minuten later                 | Tel Aviv          | 989.532 (marktaandeel: 44%)  |
| donderdag 9 juni 2016 | Finale aflevering met 3 beste duo's: Elke Clijsters & Steven Goegebeur winnaars | Daphne Bunskoek & Marc-Marie Huijbregts (tweede) Billie & Olga Leyers (derde) | Fins Lapland      | 575.053 (marktaandeel: 28%)  |